# Штейнер, Генрих
Генрих Штейнер (нем. Heinrich Steiner; 16 октября 1911, Кайзерслаутерн — 29 января 2009, Рим) — немецкий художник и график-постэкспрессионист.

## Биография
Г.Штейнер родился в семье интенданта городского театра. В 1915—1920 годах семья жила в Цюрихе, с 1922 будущий художник учится в Гамбурге, где в 1926 поступает в Школу прикладного искусства. В 1927—1929 годах он работает оформителем сцены в театрах Гамбурга и Берлина, затем (в 1929—1932) — Мюнхена. В Мюнхене же Штейнер поступает в Академию художеств, в класс Карла Каспара. Затем, в 1934—1938 Г.Штейнер живёт как свободный художник в Дюссельдорфе, откуда совершает учебные поездки в Париж, Амстердам, Цюрих, в Эльзас. В 1938 он уезжает в Италию, живёт во Флоренции, где входит в кружок немецких художников — Ганса Пуррмана, Рудольфа Леви, Эми Рёдер, Хейнца Баттке и др. Особенное влияние на живопись Г.Штейнера оказал ученик Матисса Р.Леви. Во Флоренции художник обучался в местной художественной академии и в 1939 году впервые выставлял свои полотна.
В 1946 году на Венецианском биеннале работы Г.Штейнера завоёвывают «Premio Colomba». В 1948 году переезжает в Венецию, однако в 1949 возвращается во Флоренцию, женится на Джулиане Тоти, и в 1950 приезжает в Германию, где работает педагогом. Был членом художественного движения Пфальцский сецессион, в 1953 был награждён Пфальцской премией в области живописи города Кайзерслаутерн. В 1959—1974 годах Г.Штейнер преподаёт живопись во Франкфурте-на-Майне. В 1966 он строит летний домик в Леричи в Лигурии, на средиземноморском побережье, где затем проводит летние месяцы. В 1974 художник окончательно переезжает в Италию и живёт попеременно в Риме и в Леричи.
Выставки работ Г.Штейнера с 1939 по 2010 годы проходили в многочисленных музеях и галереях Германии и Италии, в том числе Флоренции, Венеции, Рима, Триеста, Падуи, Милана, Генуи, Кёльна, Бонна, Майнца, Франкфурта-на-Майне, Ганновера, Дюссельдорфа, Мюнхена, Кайзерслаутерна, Билефельда и др.